# Hässjeholmen (vid Sondby, Borgå)
Hässjeholmen är en ö i Finland. Den ligger i Finska viken och i kommunen Borgå i landskapet Nyland, i den södra delen av landet. Ön ligger omkring 46 kilometer öster om Helsingfors.
Öns area är 4,1 hektar och dess största längd är 380 meter i sydöst-nordvästlig riktning.